# Loss (groupe)
Pour les articles homonymes, voir Loss.
Loss est un groupe américain de funeral doom, originaire de Nashville, dans le Tennessee.

## Histoire
Loss est formé en octobre 2003 par Jay LeMaire, Timothei Lewis, Mike Meacham et John Anderson afin de concrétiser leur vision du funeral doom. Le groupe enregistre plusieurs bandes démo portant uniquement le nom de la date d'enregistrement, qu'il a envoyées à différentes entreprises, clubs et promoteurs afin de nouer des contacts potentiels. Outre des possibilités de se produire sur scène, le groupe a ainsi la possibilité d'enregistrer une bande démo intitulée Life Without Hope… Death Without Reason pour le label japonais Weird Truth Productions. Neil « N. Imperial » Jameson de Krieg und Twilight, qui soutient également le groupe en live à l'occasion, participe à l'enregistrement. La démo devient culte pour les fans de death et de funeral doom,. À la suite des réactions majoritairement positives, Deathgasm Records propose de sortir la démo en tant qu'EP bonus en 2005. Des split EP avec Necros Christos et Worship suivent. Le split EP avec Worship est dédié à Max Varnier, ancien membre fondateur de Worship et ami de longue date des musiciens, qui se suicide en juillet 2001. L'EP est la première publication de Worship après le suicide du batteur. Le morceau An Ill Body Seats My Sinking Sight, que Loss inclut dans l'EP, est réenregistré pour le premier album en raison d'une forte demande. Après la sortie du disque, Loss effectue une tournée sur la côte est des États-Unis avec Keen of the Crow. Un autre split, cette fois avec Otesanek, Orthodox et Mournful Congregation, suit sous le titre Fo(u)r Burials. Entre-temps, le groupe reçoit une offre de Profound Lore Records.
En mai 2011, le premier album Despond est sorti chez Profund Lore Records et Brett Campbell de Pallbearer est invité à chanter pour l'enregistrement de l'album. L'année suivante, Loss fait de nouveau partie d'un split album destiné à présenter le label Profund Lore. Un autre split EP, cette fois avec Hooded Menace pour Doomentia Records, suit en 2014 et Horizonless, le deuxième album studio du groupe, sort en mai 2017. L'album, produit par Billy Anderson, est, tout comme le premier, bien accueilli par les critiques et qualifié d'œuvre innovante dans le genre. Selon metal.de, l'album pourrait « se classer en tête de quelques classements - du moins quand il s'agit de funeral doom ». Dans le classement annuel du genre du webzine Cvlt Nation, Horizonless atteint ensuite la deuxième place derrière Bell Witch. Avec Jef « Wrest » Whitehead de Leviathan, Twilight et Lurker of Chalice, un autre chanteur de metal extrême est invité à chanter sur une chanson.

## Style musical
Loss est généralement classé dans le funeral doom. Le groupe est parfois comparé à Anathema, Katatonia, While Heaven Wept et Warning. Selon Legacy, le chant est « doucement growlé à chuchoté ». Le jeu de guitare présente « de légers emprunts au post-rock » et possède une grande indépendance. Selon stereokiller.com, le riffing s'oppose à ces moments mélodiques et « frappe l'auditeur de manière écrasante ». Le jeu de batterie est en revanche qualifié de « discret et réservé ».

## Discographie
- 2004 : Life Without Hope… Death Without Reason (démo, Weird Truth Productions)
- 2005 : Life Without Hope… Death Without Reason (EP, Deathgasm Records)
- 2005 : Necros Christos / Loss (split-EP, Blood, Fire, Death)
- 2005 : Worship / Loss (split-EP, Painiac Records)
- 2008 : Four Burials (split-EP avec Mournful Congregation, Otesanek et Orthodox, Battle Kommand Records)
- 2011 : Despond (album, Profound Lore Records)
- 2012 : Label Showcase - Profound Lore Records (split-album avec Yob, The Atlas Moth, Wolvhammer et Pallbearer, Scion Audio Visual / Profound Lore Records)
- 2014 : A View from the Rope (split avec Hooded Menace, Doomentia Records)
- 2017 : Horizonless (album, Profound Lore Records)